# Réseau Sentinelles
Réseau Sentinelles is een Frans landelijk registratienetwerk voor de surveillance van ziektegevallen en gebeurtenissen dat bestaat uit 1260 peilstationhuisartsen. Twee procent van de Franse zelfstandige huisartsen zijn er vertegenwoordigd. Het gaat om peilstationartsen, « médecins sentinelles » of sentinels, die op vrijwillige basis deelnemen aan de surveillance van 14 indicatoren op het gebied van volksgezondheid. Het netwerk werd in november 1984 opgericht door professor Alain-Jacques Valleron en wordt geleid door de unité mixte de Recherche 707 (onderzoeksafdeling 707) van het Franse Nationaal Instituut voor Gezondheid en Medisch Onderzoek (INSERM) dat is verbonden aan de Pierre en Marie Curie universiteit in Parijs.

## Doorlopende surveillance van 14 indicatoren
Deze indicatoren bevatten 11 infektieziekten:
- influenza, sinds 1984
- acute diarree, gastro-enteritis (buikgriep), sinds 1190
- mazelen, sinds 1984
- bof, sinds 1985
- waterpokken, sinds 1990
- zona, sinds 2004,
- urethritis bij de man, sinds 1984
- hepatitis A, B, C, sinds 2000.

De 3 overige indicatoren zijn:
- astma, sinds 2002
- zelfmoordpogingen, sinds 1999
- ziekenhuisopnamen, sinds 1997.

Wat influenza, gastro-enteritis en waterpokken betreft, maakt de surveillance het mogelijk om de verspreiding van deze ziektebeelden in kaart te brengen, te allerteren en een regionale of nationale epidemie te voorspellen.
De ziektegevallen (non nominale gegevens) worden per internet door de peilstationhuisartsen doorgegeven en opgeslagen in een databank (Geografisch informatiesysteem). De weekstaat of het wekelijks bulletin « Senti-Hebdo », wordt elke dinsdag online gepubliceerd en verstuurd naar 4000 abonnees en naar de belangrijkste nationale media. Het jaarrapport waarin de gezamenlijke gegevens te vinden zijn wordt op internet gepubliceerd onder de rubriek “documentation/bilans annuels”.
Het netwerk Réseau Sentinelles werkt samen met de World Health Organization op het gebied van elektronische surveillance van infectieziekten.

## Onderzoeksactiviteiten
De verzamelde gegevens van het Sentinels netwerk dragen bij aan
- modellen voor detectie en alertie (Methode van de slang van Serfling, Costagliola D. et coll., Am. J. Public Health, 1991[dode link]),
- voorspellingsmodellen van epidemieën op verschillende geografische schalen (Analogische methode, Viboud C. et coll., Am J Epidemiol, 2003)

## Epidemiologiein het veld
Regelmatig worden er ponctuele enquêtes onder peilstationartsen gehouden. Deze enquêtes worden opgesteld volgens de guidelines of good practice in epidemiologie, die uitgegeven worden door de Association des épidémiologistes de langue française (vereniging van Franstalige epidemiologen). Elke enquête heeft een nummer dat in het protocol vermeld staat. De onderzoeksresultaten worden gepubliceerd in een eindrapport. Elk onderzoek wordt gedaan in overeenstemming met de procedures van een intern audit die waarborg staan voor kwaliteit en is voorafgaand verzekerd van een gunstig advies van de CNIL (nº471 393). De resultaten zijn te vinden op de site van het Réseau onder de rubriek “documentation/enquêtes ponctuelles).